# Augustenburger Briefe
In den Augustenburger Briefen schrieb Friedrich Schiller am 13. Juli 1793 beginnend seine Gedanken über die Ästhetik auf, um sich bei Friedrich Christian von Augustenburg für dessen Unterstützung zu bedanken. Die Briefe bilden später die Grundlage für die Briefe Über die ästhetische Erziehung des Menschen.

## Entstehung
Infolge seiner jahrelangen aufreibenden, aber nicht besonders einträglichen Arbeit als Dichter, Historiker und Geschichtsdozent in Jena erlitt Schiller im Januar 1791 einen Zusammenbruch. Es war der erste Schub seiner ernsten Erkrankung, von der er sich nie wieder vollständig erholen sollte. Als Schiller im Mai nach vorübergehender Besserung einen schweren Rückfall bekam, verbreitete sich das Gerücht von seinem Tod. Erleichtert erfuhr man in Europa wenig später, dass es sich um eine Falschmeldung gehandelt hatte, doch sie war alarmierend gewesen. In ehrlicher Sorge um das Wohlergehen des berühmten Mannes bemühte sich der dänische Schriftsteller Jens Immanuel Baggesen bei dem Erbprinzen Friedrich Christian von Augustenburg erfolgreich um eine Pension für Schiller. Gewährt auf drei Jahre, linderte sie Schillers finanzielle Sorgen und gab ihm unverhofft Zeit für eine vertiefte Beschäftigung mit den Werken Immanuel Kants, deren Lektüre er bereits im Februar begonnen hatte. In der Auseinandersetzung mit Kants Prinzipien über die Ästhetik, die in der „Kritik der Urteilskraft“ erörtert werden, und angesichts des Verlaufes der Französischen Revolution entwickelte Schiller eine eigene Theorie über die Ästhetik. Als Dank für das Stipendium, das ihm der Herzog von Augustenburg gewährt hatte, schrieb er seine Überlegungen in den Augustenburger Briefen nieder, die er diesem bis 1793 schickte. Als diese Briefe wenig später bei einem Schlossbrand im Februar 1794 vernichtet wurden, entschloss sich Schiller, sie in stark überarbeiteter Form als die Briefe Über die ästhetische Erziehung des Menschen in seinen Horen zu veröffentlichen.

## Inhalt
Wenngleich Schiller in seiner Schrift die konkrete Möglichkeit ästhetischer Unabhängigkeit des Künstlers durch fürstliches Mäzenatentum anspricht, so stellt er doch auch die Frage, wieso man sich in der Kunst mit der Erschaffung eines ästhetischen Ideals beschäftigen soll, in einer Zeit, da die Menschen direkt im Bau des großen Kunstwerks, der vollkommenen Freiheit begriffen sind (Jahr IV der Französischen Revolution).
Indem er Kunst und Nutzen einander gegenüberstellt, kommt er zu dem Schluss, dass die Kunst praktisch keinen Nutzen hat. Sie trägt ihren Sinn einzig in sich selbst. Das macht ihren wahren Nutzen aus: Sie gelangt durch Schönheit, nicht durch Gewalt zur vollkommenen Freiheit. Denn die Frage muss doch sein, was für eine Freiheit die Revolution durch politische Aktionen schafft. Unmittelbar nach der Hinrichtung Ludwig XVI. im Januar 1793, die Schiller mit tiefer Bestürzung aufnimmt, steht für ihn fest, dass es lediglich eine Freiheit der Barbarei sein kann. Wenn die Verwilderung der Menschen das Ende der Aufklärung mit sich bringt, ist der Geschichtspessimismus und die Kulturkritik nicht fern.

### Der Begriff der Totalität
Schiller legt seine Ansprüche in seiner Schrift sehr hoch. Er fordert Totalität des Charakters, um von einem Naturstaat (Staat der Not) in einen Vernunftstaat (Staat der Freiheit) zu gelangen. In einem solchen wäre nicht mehr der einzelne ganze Mensch (der Anthropologe Schiller war stets auf der Suche nach dem ganzen Menschen) gefragt, sondern das Volk als ganze Menschheit.
Der normative Maßstab für die Totalität des Charakters liegt für den Klassiker Schiller in der griechischen Antike. Dort zeigt bereits die Kunst die harmonische Ganzheit der menschlichen Kräfte. In jedem einzelnen Griechen, so Schiller, lasse sich eine wunderbare Simplizität, eine „Einheit in der Mannigfaltigkeit“ beobachten, die Form und Fülle, Zartheit und Energie, Jugend der Phantasie und Männlichkeit der Vernunft, Philosophie und Bildung in einer herrlichen Menschheit verbindet.
Eine solche Totalität des Charakters muss freilich in der Moderne eine Unmöglichkeit sein. Ein Umstand, der für alle Völker und für alle Ewigkeit gelten wird, weil mit der modernen Gesellschaft eine Welt des Partikularismus entstanden ist, voll von verkrüppelten Gewächsen, von fragmentarischen Menschen. Dabei bejaht Schiller den Zivilisationsprozess; nicht für den einzelnen Menschen, wohl aber für die Menschheit. Wenn er auch die Individuen in Irrtümer stürzte, so brachte er doch die Gattung zur Wahrheit. Der Prozess der Kultur ist nicht umkehrbar. Die Entfremdung, die Mechanisierung der Menschen ist der Preis des Fortschritts, der die Gesellschaft in ein Uhrwerk verwandelt: zwar überaus kunstreich, aber zusammengesetzt aus unendlich vielen leblosen Teilen. „Der Mensch bleibt ewig nur ein einzelnes Bruchstück eines fesselnden universellen Gefüges.“
Doch wie lässt sich dann überhaupt noch Totalität denken und der Partikularismus überwinden?
Schiller ist klar, dass der Weg aus dem Uhrwerk nie ein Zurück zu den Griechen oder in einen vollkommenen Naturzustand sein kann, wie bei Jean-Jacques Rousseau. - Es sei denn im Medium der Kunst, in der Darstellung der Idylle (Schiller beschreibt dies ausführlich in „Über naive und sentimentalische Dichtung“). Denn die Geschichte ist immer Fort-, niemals Rückschritt. Eine Devolution ist ausgeschlossen im geschichtlichen Prozess, denn niemand kann und will die Innovationen der Gegenwart rückgängig machen, die mit der Fragmentierung bezahlt wurden. Der Ausweg kann demnach auch nicht in der Nachahmung der Vergangenheit bestehen.
An dieser Stelle schlussfolgert Schiller, dass eine Überwindung des gegenwärtigen Zustandes nur durch die Kultur selbst erfolgen kann. Das Gesetz der Natur muss sich darein fügen, durch höhere Kultur wieder zur Totalität hinzuführen. Somit finden sich in seinen Aussagen äußerste Modernitätsbejahung und -verneinung beisammen.

### Über das Kunstwerk und den Künstler
Ein Kunstwerk, schreibt Schiller, ist unabhängig von der Wirklichkeit, von den Zwecken des Staates. Durch dieses reine lautere Werkzeug könnte sich die barbarische Staatsverfassung zum Besseren wenden. Er betrachtet die schöne Kunst als unabhängiges Medium zur Veredlung des Charakters. Darum muss sie, ebenso wie die Wissenschaft, absolut immun sein. Der mächtigste Gesetzgeber kann ihr Gebiet zwar sperren, allein darin herrschen kann er nicht. Der Künstler seinerseits, so Schiller, ist auf der einen Seite ein Sohn seiner Zeit, aus der er nicht fliehen kann und auf die er deshalb reagieren, die er reflektieren muss. Auf der anderen Seite ist er ebenso ein Fremdling in seiner Zeit, denn er lässt sich die Inhalte seiner Werke nicht aufzwingen. So zeigt sich in der Kunst und für den Künstler ein Gegensatz von Form (Fremdling) und Stoff (Sohn). Der Künstler ist der Repräsentant der unsterblichen Einheit. Die Form des Kunstwerkes ist jenseits aller Zeit. Sie muss den Stoff vertilgen.
Eine Misere ist es, so Schiller, wenn der Künstler gezwungenermaßen ein Zögling oder Günstling seiner Gegenwart werden muss. Er muss in diesem Fall als Fremde Gestalt in seine Zeit zurückkehren, nachdem er außer ihr aufgezogen wurde. Doch hier liegt auch der hohe Anspruch an den Künstler, der seine Maßstäbe aus einer utopischen Vergangenheit mitbringen soll, um Richter und Rächer in der Gegenwart zu werden (freilich mit der Feder). Als Träger des überzeitlichen Ideals tritt der Künstler aus der Zeit heraus (Orest als Symbol) und wird zu deren höchstem Kritiker. Für den sentimentalischen Charakter Schiller stellt der naive Goethe solch ein Ideal eines Künstlers dar (ausführlich in „Über naive und sentimentalische Dichtung“). Er lebe mit seinem Jahrhundert, aber sei nicht sein Geschöpf. Aus diesem Grunde könne er zum Protagonisten höherer Wahrheit werden.

### Die Doppelnatur des Menschen
Im einzelnen Menschen als Doppelnatur sind, laut Schiller, zwei Triebe miteinander vereint:
- zum einen der Stofftrieb, d. h. sein physisches, sinnliches Dasein;
- zum anderen der Formtrieb. Geleitet von der vernünftigen Natur, vermag er den Menschen in Freiheit zu setzen.

Im Kunstwerk finden sich diese beiden Antipoden in einem harmonischen Ausgleich von Sinnlichkeit und Vernunft wieder zusammen. Das Kunstwerk ist das Symbol der ausgefüllten Bestimmung des Menschen. Aus dieser Vereinigung von Stoff- und Formtrieb entsteht ein Spieltrieb, in dem der Mensch seine höchste Bestimmung findet. Er ist das Herzstück vollendeter Humanität. „Der Mensch ist nur da ganz wo er spielt.“

## Fazit
Mit seinen Briefen an den Herzog von Augustenburg führt Schiller den Nachweis, dass die Kunst eine notwendige Bedingung der Menschheit ist, obwohl sie ihren Nutzen allein in sich selbst findet. Allerdings nur, wenn sie sich unabhängig von fürstlicher Gewalt und materiellen Bedürfnissen entfalten kann. Denn nur aus Freiheit kann man Freiheit schöpfen. Fürstliches Mäzenatentum ist deshalb ein notwendiger Meilenstein auf dem Weg zur Totalität, in der der Schein die Wirklichkeit und die Kunst die Natur am Ende überwindet. Die Kunst der Antike ist nurmehr ein müder Nachglanz dieser Totalität, die Moderne ihrerseits ein matter, aber hoffnungsvoller Vorschein. (Diese Teleologie beschreibt Schiller in seiner Elegie „Der Spaziergang“. Pessimistisch greift er sie später in seinem Gedicht „Der Pilgrim“ auf.) Die Gipfel, so Schiller, seien bereits erleuchtet, obwohl in den Tälern noch feuchte Nacht wäre. Das Reich der Freiheit muss sich – dies ein Tenor der Weimarer Klassik – von einem politischen in ein ästhetisches Fernziel wandeln.

## Realitätsfähigkeit
Schiller war seiner Utopie eines ästhetischen Staates gegenüber selbst skeptisch. Zwar wäre ein solcher der Wunsch Aller, Wirklichkeit könne er aber höchstens in exklusiven Zirkeln werden. Schiller grenzte sich mit seinen überhöhten Maßstäben mehr und mehr von seinem Publikum ab, äußerte Kritik an den Schriftstellern und nicht minder an ihrer Zeit. Die Leser seiner Horen wandten sich wegen des übertrieben hohen Anspruchs, der aus Schillers Nachahmung Kants erwuchs, bald von der Zeitschrift und den Autoren ab. Und auch Schiller selbst gelangte zu der Überzeugung: „ich schließe meine philosophische Bude wieder.“
Die Augustenburgischen Briefe waren eine gedankliche Vorarbeit zu den 27 Briefen über die ästhetische Erziehung des Menschen, die Schiller im Austausch mit seinem Freund Christian Gottfried Körner entwickelte.

## Texte
- Friedrich Schiller an Herzog Christian Friedrich von Augustenburg, .
- Friedrich Schiller an Herzog Christian Friedrich von Augustenburg, .
- Friedrich Schiller an Herzog Christian Friedrich von Augustenburg, .
- Friedrich Schiller an Herzog Christian Friedrich von Augustenburg, .
- Friedrich Schiller an Herzog Christian Friedrich von Augustenburg, .
- Friedrich Schiller an Herzog Christian Friedrich von Augustenburg, .
- Friedrich Schiller: Briefe an den Herzog Friedrich Christian von Augustenburg, in: Friedrich Schiller: Werke und Briefe in zwölf Bänden, hg. v. Otto Dann u. a. (Frankfurter Ausgabe), Bd. 8: Theoretische Schriften, hg. v. Rolf-Peter Janz, unter Mitarbeit v. Hans Richard Brittnacher u. a., Frankfurt am Main: Deutscher Klassiker Verlag, 1992 (Bibliothek deutscher Klassiker, Bd. 78), S. 491–555.

## Weitere philosophische Schriften Schillers
- Kallias-Briefe
- Über die ästhetische Erziehung des Menschen
- Über Anmut und Würde
- Über naive und sentimentalische Dichtung
- Kleinere prosaische Schriften
- Philosophische Briefe
- Der Spaziergang unter den Linden